# Deryck Cooke
Deryck Cooke (Leicester, 14 settembre 1919 – 26 ottobre 1976) è stato un musicologo, compositore, conduttore radiofonico ed esperto della musica di Gustav Mahler inglese, maggiormente noto per avere completato e analizzato l'ultima e decima sinfonia di Gustav Mahler.

## Biografia
Nasce in una modesta famiglia di Leicester, rimanendo orfano in giovane età. La madre gli consente di frequentare lezioni private di pianoforte, dalle quali apprende i principi della composizione musicale. Ottiene una borsa di studio al Selwyn College dell'Università di Cambridge, ma deve interrompere la frequentazione per lo scoppio della seconda guerra mondiale.